# Фохтело
Фохтело (нід. Fochteloo) — село в нідерландській провінції Фрисландія. Входить до муніципалітету Остстеллінгверф.
Його площа становить 19,77км², а населення станом на 2021 рік складало 350 осіб.
Перша згадка про населений пункт датується 1408 роком.

## Галерея

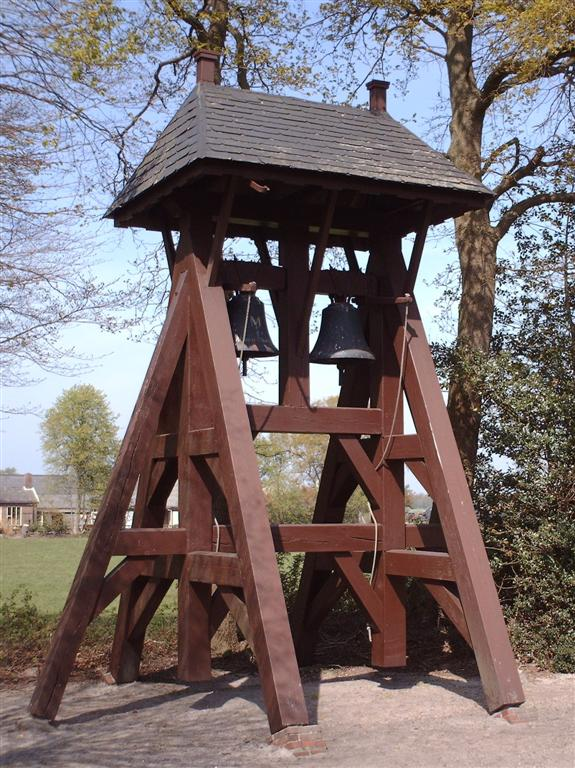
Дзвіниця у Фохтело
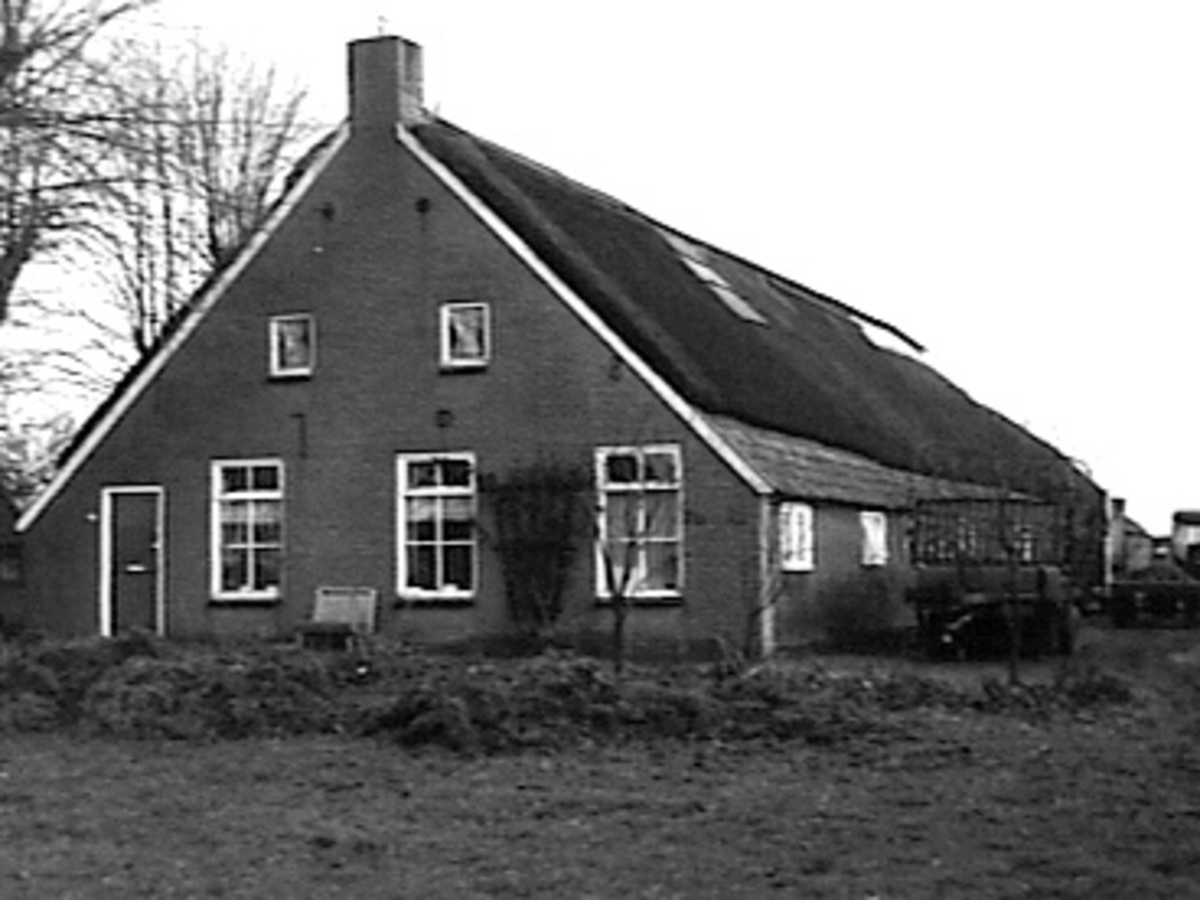
Ферма у Фохтело